# توشيياسو تاكاهارا
توشيياسو تاكاهارا (باليابانية: 髙原 寿康) (18 أكتوبر 1980 في غيفو في اليابان – )؛ هو لاعب كرة قدم ياباني سابق كان يلعب كحارس مرمى.

## وصلات خارجية
- توشيياسو تاكاهارا على موقع رابطة كرة القدم اليابانية للمحترفين (اليابانية)
- توشيياسو تاكاهارا على موقع قاعدة بيانات كرة القدم.إي يو (الإنجليزية)
- توشيياسو تاكاهارا على موقع Soccerway.com (الإنجليزية)
- توشيياسو تاكاهارا على موقع عالم كرة القدم.نت (الإنجليزية)